# Fidelity Electronics
Fidelity Electronics era un'azienda statunitense fondata nel 1959 a Chicago in Illinois che produceva attrezzature mediche. Nel marzo del 1970 venne acquistata dai fratelli Samole, Sydney e Myron, i quali avviarono ricerche su arti bionici, da utilizzare come protesi, che potessero essere controllati dal cervello. L'azienda divenne però conosciuta soprattutto grazie ai sistemi dedicati al gioco degli scacchi.

## Storia
Fidelity Electronics alle origini era specializzata nella produzione di apparecchi acustici. Il 1º marzo 1970 venne venduta a Sydney Samole che la gestì insieme al fratello Myron Samole. A quel tempo Fidelity Electronics poteva contare su uno staff di 35 persone nel solo edificio di Chicago. In due anni circa Fidelity Electronics ampliò il suo staff e la sua linea di produzione, entrando nel campo della biomedica.
Intorno al 1973 le venne assegnato il primo contratto governativo per produrre mani myo-electric, cioè protesi robotiche create per interagire col cervello umano. Nel 1976 creò e brevettò la prima scacchiera elettronica, che era in grado di giocare a scacchi contro un avversario umano. Nel 1977 Fidelity Chess Challenger venne presentata al Winter Consumer Electronics Show. Il successo ottenuto permise all'azienda di aprire altre 30 strutture e di assumere 250 persone.
Nel 1978 aprì uno stabilimento di circa 7000 m², occupando un sito di 12 acri. Nel 1980 i dipendenti superavano le 1250 persone.
La divisione giochi della società era in crescita, e a Chess Challenger seguirono altri prodotti innovativi come Checker Challenger e Bridge Challenger. Grazie alla pubblicità in televisione sui giornali e sulle riviste, e grazie al brevetto ottenuto, Fidelity mantenne il mercato per diversi anni. La prima sede in Europa fu aperta in Francia nel gennaio del 1980, e si occupava di sviluppo software (Fidelity Software Development Corporation). Fidelity chiuse nel 1995, l'ultimo rilascio riguardante la scacchiera elettronica risale al 1994, con Fidelity Elite Avant Garde V11.

## Scacchiera Elettronica
Sydney Samole viene considerato il padre della scacchiera elettronica. La Fidelity Chess Challenger 1 è stata la prima scacchiera elettronica della serie, ideata da Sydney Samole nel 1976 montava un programma di Ron Nelson, sviluppato per Altair 8800.
Nel 1979 uscì Chess Challenger 7, che ottenne maggior successo degli altri modelli. Nel 1980 un’altra versione di Chess Challenger sviluppata in collaborazione con Dan e Kathe Spracklen si classificò diciottesima al Campionato Mondiale di scacchi per computer svoltosi a Linz in Austria. Sempre nel 1980 al primo torneo mondiale di scacchi per micro-computer, tenutosi a Londra, Chess Challenger si classificò primo.
Nel 1980 Fidelity X (nome del prodotto prima dell'immissione sul mercato), sviluppato in collaborazione con i coniugi Spracklen, vince il torneo mondiale per micro-computer del 1981. Sempre nel 1981 viene commercializzato col nome di Fidelity Elite Champion a cui poi seguirà una serie. Nel 1989 S. Samole percepì in tempo l'avvicinarsi della crisi economica e vendette al massimo valore possibile l'azienda alla Hegener&Glaser una compagnia tedesca, la quale riuscì a continuare la produzione della scacchiera elettronica fino al 1994.

### Modelli
Negli anni vennero rilasciati diversi modelli, alcuni dei quali stabilirono l'inizio di una serie:
- Chess Challenger: Ideata nel 1976 fu il capostipite di una serie fino a Chess Challenger X nel 1986. Alcuni modelli della serie facevano uso di un sintetizzatore vocale per pronunciare le mosse e alcuni anche di un sistema di luci inserite sulle caselle della scacchiera per indicare al giocatore umano dove il computer intendeva effettuare la sua prossima mossa.[3]
- Elegance: Facente parte della serie Chess Challenger venne prodotta e distribuita a partire dal 1984. Dotata di scacchi magnetici, possedeva una scacchiera in legno con sensori su ogni casella e disponeva di un software basato su Sargon.[6]
- Elite Champion: Prima scacchiera della serie Elite, venne commercializzata nel 1981. L'ultimo modello della serie The Elite Avant Garde V10 montava un processore Motorola 68040 e vinse il campionato mondiale di scacchi per micro-computer due anni di seguito nel 1983 e nel 1985.[7]
- Excel: Basata su Chess Challenger questa serie venne prodotta e distribuita dal 1987 al 1989. Il primo modello si basava su Sargon III e montava un processore a 16-bit il Motorola 68000. Il quarto rilascio della serie utilizzava il processore Motorola 68020.[8]
- Excellence: Questo modello era basato sul modello Elite 6502 che vinse il torneo mondiale di scacchi per micro-computer del 1984.[9]
- Fidelity Phantom: Venne venduto nel 1982, ed era in grado di parlare. La frase che veniva pronunciata appena effettuata l'accensione era "Hi I'm Chesster. How about a nice game of chess ..." cioè "Ciao sono Chesster. Che ne dite di una bella partita a scacchi...". Anche questa versione pronunciava le mosse che voleva effettuare.[10]
- Par Excellence: Distribuito nel 1986 come successore di Excellence, disponeva di un processore a 5MHz.[11]
- Private Line: Questo modello, dotato di scacchiera in legno si è classificato quarto al campionato mondiale di scacchi per computer del 1984.[12]